# 6ª edizione dei Critics' Choice Awards
La 6ª edizione dei Critics' Choice Awards si è tenuta nel 2001, premiando le migliori produzioni cinematografiche del 2000.

## Vincitori

### Miglior film
- Il gladiatore (Gladiator), regia di Ridley Scott

### Miglior attore
- Russell Crowe – Il gladiatore (Gladiator)

### Miglior attrice
- Julia Roberts – Erin Brockovich - Forte come la verità (Erin Brockovich)

### Miglior attore non protagonista
- Joaquin Phoenix – Il gladiatore (Gladiator) e Quills - La penna dello scandalo (Quills)

### Miglior attrice non protagonista
- Frances McDormand – Quasi famosi (Almost Famous) e Wonder Boys

### Miglior giovane interprete
- Jamie Bell – Billy Elliot

### Miglior regista
- Steven Soderbergh – Erin Brockovich - Forte come la verità (Erin Brockovich)

### Migliore sceneggiatura originale
- Cameron Crowe – Quasi famosi (Almost Famous)

### Migliore sceneggiatura non originale
- Stephen Gaghan – Traffic
- Steve Kloves - Wonder Boys

### Miglior film per famiglie
- Il mio cane Skip (My Dog Skip), regia di Jay Russell

### Miglior film d'animazione
- Galline in fuga (Chicken Run), regia di Peter Lord e Nick Park

### Miglior film straniero
- La tigre e il dragone (Wòhǔ Cánglóng), regia di Ang Lee • Cina/Hong Kong

### Miglior canzone
- My Funny Friend and Me (Sting), musica e parole di Sting e David Hartley – Le follie dell'imperatore (The Emperor's New Groove)

### Migliore colonna sonora
- Hans Zimmer – Il gladiatore (Gladiator) e La strada per El Dorado (The Road to El Dorado)

## Top Film
(In ordine alfabetico)
- Billy Elliot, regia di Stephen Daldry
- Cast Away, regia di Robert Zemeckis
- Erin Brockovich - Forte come la verità (Erin Brockovich), regia di Steven Soderbergh
- Il gladiatore (Gladiator), regia di Ridley Scott
- Quasi famosi (Almost Famous), regia di Cameron Crowe
- Quills - La penna dello scandalo (Quills), regia di Philip Kaufman
- Thirteen Days, regia di Roger Donaldson
- La tigre e il dragone (Wòhǔ Cánglóng), regia di Ang Lee
- Traffic, regia di Steven Soderbergh
- Wonder Boys, regia di Curtis Hanson